# Psophia
Els trompeters (Psophia) són un gènere d'ocells restringit als boscos humits de l'Amazones, l'Orinoco i l'Escut guaianès a Sud-amèrica. És l'únic gènere de la família Psophiidae. Aquests ocells són coneguts comunament com a trompeters al cridaner crit dels mascles d'avant d'una amenaça.

## Descripció
Les tres espècies s'assemblen a pollastres però són un xic més alts i les potes més llargues, mesuren de 45 a 52 centímetres de llarg i pesen d'1 a 1,5 kg. Són ocells voluminosos amb coll i cames llargs i flexibles, bec corbat cap avall i una aparença "corvada". El cap és petit, però els ulls són relativament grossos, fent que semblin encuriosits i bonassos. El plomatge del cap i del coll és suau, semblant al pelatge o vellut. És majoritàriament negre, amb iridescència morada, verda o de bronze, particularment en les cobertores de les ales i la part inferior del coll. En els tàxons més coneguts, les plomes de vol secundàries i terciàries són blanques, grises o de color negre verdós i semblants als cabells, que cauen sobre l'esquena inferior, que és del mateix color. Aquests colors donen nom a les tres espècies generalment acceptades.

## Hàbitat i distribució
Habiten boscos tropicals de terres baixes no pertorbats, densos i madurs, especialment els rics en arbres fruiters com les espècies Cecropia i Ficus, però es poden trobar fins a 750 m d'altura en la selva nebulosa. Es troba més comunament a les zones a certa distància dels assentaments humans. Sembla que els grups defensen grans territoris no superposats (mitjana de 72 ha) que cobririen tots els hàbitats forestals disponibles. Manipulacions experimentals de la disponibilitat de fruita suggereixen que la mida del territori ha de proporcionar prou fruita durant tot l'any.
Els territoris poden abastar una àmplia gamma de tipus d'hàbitat, incloent-hi boscos madurs, primerencs i tardans, així com pantans inundats estacionalment, però sembla que es prefereixen les selves pluvials madures, a causa de l'abundància d'arbres fruiters, un sotabosc obert que facilita el desplaçament i la detecció de depredadors. Els trompeters s'alimenten en zones successives primerenques, com ara àrees on els rius han canviat de rumb o on els llits de llacs plens de sediments són absorbits per la vegetació; aquestes àrees són sovint riques en arbres fruiters.

## Reproducció
Les espècies de trompeter formen part de les dels petits ocells reproductors cooperatius poliandris. Atès que els grups tenen un estricte ordre de jerarquia, el rang d'un ocell individual determina si serà un dels pocs que reproduiran, i tots els membres d'un grup ajuden a tirar endavant la descendència. Només vuit espècies d'ocells són conegudes per tenir aquest sistema d'aparellament on diversos mascles copulen amb una sola femella i ajuden a criar les cries; aquestes inclouen la polla deTasmània (Gallinula mortierii), l'aligot de les Galápagos (Buteo galapagoensis), el pardal de bardissa europeu (Prunella modularis), i el cargolet dorsi-ratllat (Campylorhynchus nuchalis).
Gran part del treball fet en la cria de trompeters s'ha fet en el trompeter alablanc (Psophia leucoptera), però com que les espècies estan molt estretament relacionades, gran part de la informació és probablement bastant similar.

## Conducta i ecologia
Els trompeters volen poc però corren de pressa; poden escapar fàcilment de gossos. També són capaços de nedar pels rius. Passen la major part del dia al terra del bosc en grups molt sorollosos, de vegades en són més de 100. S'alimenten de fruita caiguda (particularment fruita que han fet caure els micos). També mengen petites quantitats d'artròpodes, incloent-hi formigues i mosques, i fins i tot alguns rèptils i amfibis. A la nit volen amb dificultat cap als arbres per dormir, a una altura de 6 a 9 metres sobre el terra.
Els trompeters nien en forats d'arbre o en la capçada de palmeres. Posen de 2 a 5 ous amb closques blanques aspres, amb una mitjana d'uns 76 grams. En el trompeter alablanc i el trompeter alagrís, els grups d'adults cuiden una sola posta.

## Relació amb humans
Els trompeters sovint s'utilitzen com a "gos de guàrda" perquè criden fort quan s'espanten, es tornen mans fàcilment, i es creu que són capaços de matar serps, i el botànic del segle XIX Richard Spruce va constatar de la facilitat i habilitat que tenia un trompeter alagrís per capturar i matar serps. Per aquestes raons, Spruce va recomanar que Anglaterra importés trompeters a l'Índia. No obstant això, una altra font diu que aquesta proesa s'hauria de posar en "quarantena".

## Taxonomia
El gènere Psophia va ser introduït el 1758 pel naturalista suec Carl Linnaeus, a la desena edició del seu Systema Naturae, com a contingut d'una sola espècie, el trompetista alagrís (Psophia crepitans). El nom del gènere prové del grec antic «psophos» que significa “soroll”.
La taxonomia del gènere està lluny d'estar assentada o consensuada ja que diferents autoritats no es posen d'acord i el resultat es que segons a quina es consulti, es reconeixen des de tres a sis espècies (amb un nombre variable de subespècies).
El tractament de la Unió Internacional d'Ornitòlegs és el més conservador. Reconeixen tres espècies de les que dues tenen tres subespècies:
- Trompeter alagrís (Psophia crepitans):
  - P. c. crepitans
  - P. c. napensis
  - P. c. ochroptera
- Trompeter alablanc (Psophia leucoptera)
- Trompeter alaverd (Psophia viridis):
  - P. v. viridis
  - P. v. dextralis
  - P. v. interjecta
  - P. v. obscura

La Clements Checklist afegeix una subespècie (P. v. interjecta) al trompeter alaverd separant-la de P. v. dextralis
- Trompeter alagrís (Psophia crepitans):
  - P. c. crepitans
  - P. c. napensis
  - P. c. ochroptera
- Trompeter alablanc (Psophia leucoptera)
- Trompeter alaverd (Psophia viridis):
  - P. v. viridis
  - P. v. dextralis
  - P. v. interjecta
  - P. v. obscura

BirdLife International's Handbook of the Birds of the World (HBW) reconeix sis espècies:
- Trompeter alagrís (Psophia crepitans):
  - P. c. crepitans
  - P. c. napensis
- Trompeter d'ales ocres (Psophia ochroptera)
- Trompeter alablanc (Psophia leucoptera)
- Trompeter alaverd (Psophia viridis)
- Trompeter alaverd oriental (Psophia dextralis):
  - P. d. dextralis
  - P. d. interjecta
- Trompeter alanegre (Psophia obscura)

Tradicionalment, només s'han reconegut tres espècies de trompeters. Una revisió de 2008 de la morfologia del trompeter alaverd, va donar lloc a la recomanació de dividir-se en tres espècies. Tanmateix, una altra revisió de 2010 de la filogènia i la biogeografia de tots els membres de la família va donar lloc a un total suggerit de vuit espècies: dues en el complex de trompeters alagrís, dues en el complex de trompeters alablanc, i quatre en el complex de trompeters alaverd.